# 2010年亞洲運動會曲棍球比賽
2010年亞洲運動會曲棍球比賽於11月13日至25日在广东奥林匹克体育中心曲棍球场舉行，共產生2枚金牌。

## 獎牌統計
| 排名 | 国家／地区      | 金牌 | 银牌 | 铜牌 | 總數 |
| ---- | --------------- | ---- | ---- | ---- | ---- |
| 1    | 中国（CHN）     | 1    | 0    | 0    | 1    |
| 1    | 巴基斯坦（PAK） | 1    | 0    | 0    | 1    |
| 3    | 韩国（KOR）     | 0    | 1    | 0    | 1    |
| 3    | 马来西亚（MAS） | 0    | 1    | 0    | 1    |
| 5    | 印度（IND）     | 0    | 0    | 1    | 1    |
| 5    | 日本（JPN）     | 0    | 0    | 1    | 1    |
| 總計 | 總計            | 2    | 2    | 2    | 6    |

## 各項成績
| 項目       | 金牌 | 银牌 | 铜牌 |
| 男子曲棍球 | 巴基斯坦（PAK） · 阿卜杜勒·哈西姆汗 · 法里德·艾哈迈德 · 雷汉·布特 · 穆罕默德·拉希德 · 穆罕默德·里兹万 · 穆罕默德·图西克 · 穆罕默德·瓦卡斯 · 穆罕默德·伊尔凡 · 穆罕默德·伊姆兰 · 穆罕默德·祖贝尔 · 齐尚·阿什拉夫 · 萨尔曼·阿克巴尔 · 沙夫卡特·拉苏尔 · 沙基勒·阿巴西 · 苏海尔·阿巴斯 · 瓦西姆·艾哈迈德 | 马来西亚（MAS） · T·艾哈迈德·塔胡丁·东古·阿卜杜勒·贾利 · 阿兹兰·米斯龙 · 阿兹林·里扎勒·纳西尔 · 巴勒吉特·辛格·恰伦·辛格 · 法伊兹·萨里 · 哈菲菲-哈菲兹·宾·哈纳菲 · 库马尔·苏布拉米亚姆 · 罗斯兰·贾迈勒丁 · 穆罕默德·阿明·拉希姆 · 穆罕默德·拉齐·阿布德·拉希姆 · 穆罕默德·马尔哈·穆赫德·贾利勒 · 穆罕默德·苏克里·阿卜杜勒·穆塔利布 · 穆赫德·马德兹利·伊克马·穆赫德·努尔 · 穆赫德·沙赫伦·纳·阿卜杜拉 · 纳比勒·菲克里·穆赫德·努尔 · 伊兹万·菲尔道斯·艾哈迈德·塔杰丁 | 印度（IND） · 阿尔琼·哈拉帕 · 巴拉特·巴拉特 · 巴拉特·库马尔·切特里 · 达兰维尔·辛格 · 达南贾伊·马哈迪克 · 达尼什·穆杰塔巴 · 古尔巴杰·辛格 · 拉杰·帕尔·辛格 · 拉维·帕尔 · 普拉博德·特基 · 萨达拉·辛格 · 萨尔万吉特·辛格 · 桑迪普·辛格 · 图沙尔·坎德凯尔 · 维克拉姆·维什努·皮拉伊 · 希文德拉·辛格 |
| 女子曲棍球 | 中国（CHN） · 德娇娇 · 付宝荣 · 高丽华 · 黄雪姣 · 李冬晓 · 李红侠 · 李爽 · 马威 · 马弋博 · 任烨 · 宋清龄 · 孙思楠 · 王治爽 · 许晓旭 · 张益萌 · 赵玉雕 | 韩国（KOR） · 金宝美 · 金达莱 · 金恩实 · 金圣姬 · 金英兰 · 金玉珠 · 金钟恩 · 金种姬 · 李善玉 · 朴美现 · 朴杞株 · 朴善美 · 千雪琪 · 田有美 · 文英姬 · 张秀智 | 日本（JPN） · 村上藍 · 大塚志穗 · 加藤明美 · 駒澤李佳 · 林凪沙 · 千葉香織 · 淺野祥代 · 三浦惠子 · 三橋亞記 · 山本由佳理 · 小野真由美 · 新井麻月 · 永山加奈 · 真鍋敬子 · 中川未由希 · 中島史惠                                                                                                  |